# Kassebruch (Hagen im Bremischen)
Kassebruch (niederdeutsch Kassbrook) ist eine Ortschaft in der Einheitsgemeinde Hagen im Bremischen im niedersächsischen Landkreis Cuxhaven. Bis 1934 wurde der Ortsname Cassebruch geschrieben.

## Geografie

### Lage
Kassebruch liegt zwischen den Städten Bremerhaven und Bremen. Die Ortschaft befindet sich östlich der Bundesautobahn 27 und westlich der Landesstraße 135.

### Nachbarorte
| Driftsethe          |                                             | Bramstedt       |
| Sandstedt           | Kompassrose, die auf Nachbargemeinden zeigt |                 |
| Offenwarden Uthlede |                                             | Ortschaft Hagen |

(Quelle:)

## Geschichte

### Frühgeschichte
Die Hagener Geest war schon in Vor- und Frühgeschichte besiedelt. Das Hügelgräberfeld „Siebenbergsheide“ bei Kassebruch datiert aus der Bronzezeit, also um 1600 bis 800 v. Chr.

### Erstmalige urkundliche Erwähnung 1403
Am 4. Juli 1403 wurde der Knappe Christian von Wersebe mit dem castrum Kersebrook belehnt. Unter Historikern besteht Einigkeit, dass mit der Bezeichnung Kersebrook das spätere Dorf Kassebruch gemeint ist, das sich bis zum Jahr 1934 Cassebruch schrieb. Das Geschlecht von Wersebe hatte in Kassebruch sowohl Patronatsrecht an der dortigen Kirche als auch die Gerichtsbarkeit. Im Jahr 1431 bekennt Hermann von Wersebe gegenüber dem Abt des Bremer Paulskloster mit dem Schlosse Cassebruch belehnt zu sein.
Die Familie Wersebe teilte sich nach den Gütern Meyenburg und Cassebruch in zwei Linien.
Der Ortsname leitet sich von Kersebrook ab und bezieht sich auf den Vornamen Kersten, der erst in der o.a. Urkunde latinisiert zu Christian wurde.

### Jüdische Einwohner
Um 1840 gehörte Cassebruch mit den Ortschaften Altluneberg, Beverstedt, Bramstedt, Dammhagen und Sandstedt mit rund 80 Personen zur jüdischen Gemeinde Hagen, um 1870 zählte die Gemeinde etwa 150 Mitglieder.; die Synagoge wurde 1938 im Zuge der nationalsozialistischen Judenverfolgung niedergebrannt.

### Brandkatastrophen 1869/1883
Am 5. September 1869 kam es in Kassebruch zu einem Großbrand, bei dem 30 Wohnhäuser und ebenso viele Nebengebäude zerstört wurden. Da der Ort selbst noch keine Feuerspritze besaß, halfen die Feuerwehren der Nachbarorte den Brand unter Kontrolle zu bringen. Bei der vorherrschenden Ausdehnung des Brandes, waren sie damals jedoch machtlos.
Eine eigene Feuerspritze erhielt der Ort erst 1884, nachdem es 1883 ein weiteres Großfeuer gegeben hatte. Die Freiwillige Feuerwehr Kassebruch wurde jedoch erst im Jahre 1902 gegründet. Zuvor mussten die Höfe arbeitsfähige Männer zum Löscheinsatz abstellen. Noch heute sind an einigen älteren, wieder aufgebauten Häusern Schriftzüge über den Türen angebracht, die Bezug auf den Großbrand von 1869 nehmen. Im Jahr 2019 wurde an dem Unglücksort von damals – heute steht hier das Gemeinschaftskühlhaus – eine Gedenktafel über das Geschehene installiert.

## Eingemeindung in die Samtgemeinde Hagen 1974 und Mitglied in der Einheitsgemeinde Hagen 2014
Die Samtgemeinde Hagen entstand zum 1. Januar 1970 und umfasste mit Kassebruch zunächst 16 Gemeinden. Nach § 7 des Gesetzes zur Neugliederung der Gemeinden im Raum Bremervörde vom 13. Juni 1973 (Nds. GVBl. S. 183) wurde das zuvor eigenständige Kassebruch im Zuge der Gebietsreform in Niedersachsen, die am 1. März 1974 stattfand, in die Gemeinde Hagen eingegliedert.
Zum 1. Januar 2014 erfolgte die Auflösung der Samtgemeinde Hagen und deren Mitgliedsgemeinden sowie die Neubildung der Einheitsgemeinde Hagen im Bremischen mit seinen 16 Ortschaften.

## Einwohnerentwicklung
| Jahr      | 1910   | 1925   | 1933   | 1939   | 1950   | 1956   | 1973  | 2017  |
| --------- | ------ | ------ | ------ | ------ | ------ | ------ | ----- | ----- |
| Einwohner | 296    | 340    | 301    | 291    | 462    | 409    | 369   | 537   |
| Quelle    | [ 12 ] | [ 13 ] | [ 13 ] | [ 13 ] | [ 14 ] | [ 14 ] | [ 1 ] | [ 2 ] |

|  |

## Politik

### Gemeinderat und Bürgermeister
Auf kommunaler Ebene wird die Ortschaft Kassebruch vom Rat der Gemeinde Hagen im Bremischen vertreten.

### Ortsvorsteher
Der Ortsvorsteher ist Stephan Struß (SPD). Die Amtszeit läuft von 2016 bis 2021.

### Wappen
Der Entwurf des Kommunalwappens von Kassebruch stammt von dem Heraldiker und Wappenmaler Albert de Badrihaye, der zahlreiche Wappen im Landkreis Cuxhaven erschaffen hat.
| Wappen von Kassebruch | Blasonierung: „In Silber und Schwarz gespaltenem Schilde ein Mühlrad über einem Wellenbalken, beide in vertauschten Farben.“ |
| Wappen von Kassebruch | Wappenbegründung: Die Farben des Wappens sind dem des Adelsgeschlechts „von Wersebe“ entlehnt, das seit dem Mittelalter in Kassebruch ansässig ist. Das Mühlrad erinnert an die alte Wassermühle, der Wellenbalken an die Drepte. |

## Kultur und Sehenswürdigkeiten

### Gedenkstätte
- Kriegsgefangenenfriedhof, Gedenkstätte: Grienenberg-Kriegsgefangenenlager in Hagen-Kassebruch. Im Kriegsgefangenenlager Cassebruch waren von 1914 bis 1918 bis zu 1000 Männer gefangen.[17]

### Vereine und Verbände
- Freiwillige Feuerwehr Kassebruch
- Männergesangsverein Kassebruch
- Sportverein Kassebruch

## Persönlichkeiten
Söhne und Töchter des Ortes
- Heinrich Schmelen, eigentlich Johann Hinrich Schmelen (1777–1848), Missionar der Londoner Missionsgesellschaft (LMS) und Gründer der Missionsstation Bethanien

Personen, die mit dem Ort in Verbindung stehen
- Christian von Wersebe, Knappe und Lehnsherr (*um 1360)
- Alverich von Wersebe zu Cassebruch, Erbherr zu Cassebruch (*um 1400 in Cassebruch)
- Ortgis von Wersebe, Erbherr zu Cassebruch († 1612)